# Düsum Khyenpa
Düsum Khyenpa (1110 - 1193) was de eerste gyalwa karmapa, hoofd van de kagyüschool van het Tibetaans boeddhisme.

## Biografie
Düsum Khyenpa studeerde van jongs af aan dharma met zijn vader. Op zijn 20-jarige leeftijd werd hij monnik en studeerde soetra en tantra gedurende tien jaar. Vervolgens ging naar Daklha Gampo - het Tibetaanse klooster Gampopa - om van hem les te krijgen. Dusum Kheynpa kreeg instructies over de Hevajra tantra en bracht vier jaar door in retraite (eenzame meditatie). Vervolgens kreeg hij een volledige transmissie van de kagyütraditie en volgens de legende leerde hij in negen dagen wat Naropa gedurende twaalf jaren van Tilopa had geleerd. Rechungpa, een leerling van Milarepa onderwees hem vervolgens in de zes yoga's van Naropa.
Na het overlijden van Gampopa had hij een visioen van zijn leraar en kreeg zijn laatste instructie: Hij moest naar Kampo Kangra gaan en mahamudra beoefenen. Dit zou de plaats zijn waar hij verlicht zou realiseren. Hij maakte de belofte dat hij de leeftijd van 84 zou bereiken ten behoeve van de dharma. Men zegt dat hij daar rond 1160 verlichting bereikte tijdens de beoefening van droomyoga en dat dakinis van hun haren een zwarte kroon maakten.
Vanaf dat moment trok hij als leraar door Tibet en stichtte vele kloosters. Hij maakte tevens een voorspelling over de volgende karmapa's en dat hij bewust zou reïncarneren. De aanwijzingen over zijn volgende geboorte gaf hij aan zijn belangrijkste leerling, Drogen Rechen. Dit was tevens het begin van de tulku's, ofwel bewust reïncarnerende lama's.